# Kartz von Kameke-Streckenthin
Kartz von Kameke auf Streckenthin (heute Strzekęcino) (* 1866; † 1942) war ein Kartoffelzüchter, der den Kartoffelanbau in Hinterpommern begründete. Auf ihn geht die Zucht der Kartoffelsorte Parnassia zurück, die zeitweilig 30 Prozent der Kartoffelanbaufläche in Deutschland einnahm. Er war verheiratet mit der Tochter von Leo Gans, Hedwig Gans.

## Leben
Kartz von Kameke entstammte dem pommerschen Adelsgeschlecht von Kameke.
1897 übernahm er bei mehreren Familiengütern im Landkreis Köslin die Betriebsführung. Er erweiterte den Familienbesitz um andere Güter, bis nach dem Ersten Weltkrieg die Güter eine Fläche von etwa 6000 ha mit 3000 ha Ackerland umfassten.
Um 1900 betrieb von Kameke-Streckenthin ganz gezielt mit verschiedenen Kartoffelsorten einen Vergleichsanbau. Bereits 1906 konnte die Prüfungsstation in eine Zuchtstation umgewandelt werden und es begann der eigentliche Zuchtbetrieb in Streckenthin. Hier wurde „Parnassia“ geboren. Mit einer besonders hohen Kartoffelfäuleresistenz und einem extrem hohen Stärkegehalt nahm diese Sorte später 30 Prozent der Kartoffelanbaufläche in Deutschland ein. Der Durchbruch war der sogenannte Steckrübenwinter im Ersten Weltkrieg, als andere Kartoffelsorten der Kartoffelfäule zum Opfer gefallen waren. Der Betrieb Kartz von Kameke-Streckenthins belieferte in den 1920er-Jahren etwa 56 Prozent der Kartoffelanbauflächen des Deutschen Reichs mit seinem Saatgut.
Bis 1930 hatten sich alle großen deutschen Kartoffelzuchtbetriebe mit Zuchtstationen in Hinterpommern mit Streckenthin als Mittelpunkt angesiedelt. Hinterpommern wurde zum Zentrum der Pflanzkartoffelzucht. In Streckenthin wurden in der Folge weitere Kartoffelsorten gezüchtet, wie Deodara (1914), Hindenburg (1916), Centifolia (1919), Pepo (1919) oder Rubia (1922). Um seine Zuchterfolge auch rechtlich schützen zu können, begründete von Kameke in den 1920er Jahren den „Verband der Original-Kartoffelzüchter“ (VOK) mit und wurde dessen Vorsitzender.
Zu seinem 70. Geburtstag übergab von Kameke 1936 die Geschäfte an den Landwirt Dobimar von Kameke (* 20. April 1910), den jüngsten seiner vier Söhne, der mit dem Tod des Vaters 1942 dann die Gesamtleitung in Streckenthin übernahm und später Vorsitzender des Bundesverbands Deutscher Pflanzenzüchter in Grabau und geschäftsführender Vorstand der Pflanzenzucht SAKA Züchtungsgruppe Kartzfehn wurde.